# Versailles (Pennsylvania)
Versailles  è una borough degli Stati Uniti d'America, nella contea di Allegheny nello Stato della Pennsylvania. Secondo il censimento del 2000 la popolazione è di 1.724 abitanti.

## Società

### Evoluzione demografica
La composizione etnica vede una prevalenza della razza bianca (95,88%), seguita da quella afroamericana (2,55%), dati del 2000.
| borough di Versailles Popolazione |       |
| 2000                              | 1.724 |
| Stima al 01-07-07                 | 1.579 |